# Liste der Monuments historiques in Boursonne
Die Liste der Monuments historiques in Boursonne führt die Monuments historiques in der französischen Gemeinde Boursonne auf.

## Liste der Bauwerke
| Bezeichnung      | Beschreibung | Standort | Kennzeichnung | Schutzstatus | Datum | Bild           |
| ---------------- | ------------ | -------- | ------------- | ------------ | ----- | -------------- |
| Kirche St-Pierre |              | (Lage)   | PA00114544    | Inscrit      | 1927  | weitere Bilder |

## Liste der Objekte
- Monuments historiques (Objekte) in Boursonne in der Base Palissy des französischen Kultusministeriums